# Ipomoea violacea
Espèce
Ipomoea violacea, la belle de nuit (Antilles) ou piritai (marquisien du nord, Polynésie française) , est une espèce de plantes dicotylédones  de la famille des Convolvulaceae, tribu des Ipomoeeae, à répartition pantropicale. Ce sont des plantes vivaces, ligneuses, grimpantes, aux fleurs blanches, dont les tiges peuvent atteindre 5 mètres de long.

## Description
Ipomoea violacea est une plante grimpante vivace, ligneuse, glabre, aux tiges volubiles pouvant atteindre 5 mètres de long, souvent sillonnées longitudinalement.
Les feuilles, alternes, sont portées par un  pétiole de 3,5 à 11 cm de long, et présentent un limbe de forme générale circulaire ou ovale, de 5 à 16 cm de large sur 5  à 14 cm de long, profondément cordé à la base, à lobes arrondis ou rarement anguleux, à l'apex acuminé ou mucronulé, avec 7 ou 8 paires de nervures latérales.
Les fleurs sont souvent isolées ou groupées en inflorescences peu denses, portées par un pédoncule de 2,5 à 4,5 cm de long. Les fleurs, qui s'épanouissent la nuit, sont portées par un pédicelle de 1,5 à 3 cm de long, qui devient épaissi et claviforme lors de la fructification.
Le calice est formé de 5 sépales plus ou moins circulaires, à l'apex obtus ou émarginé, généralement égaux, de 1,5 à 2,5 cm de long,
finement coriaces.
La corolle, blanche, avec des bandes vertes au milieu des pétales, est formée de cinq pétales soudés, formant un tube de 9 à 12 cm de long, terminé en plateau de 8 à 10 cm de diamètre. Les étamines sont incluses, les  filaments insérés près de la base du tube de la corolle. Le pistil également inclus présente un ovaire supère, glabre, et un stigmate bilobé.
Le fruit est une capsule glabre, déhiscente, brun pâle, ovoïde ou plus ou moins globuleuse, de 2 à 2,5 cm de diamètre. Les graines noires, anguleuses, de 1 à 1,2 cm de long, sont densément couvertes de poils courts, avec des poils soyeux de 3 mm de long sur les bords. 

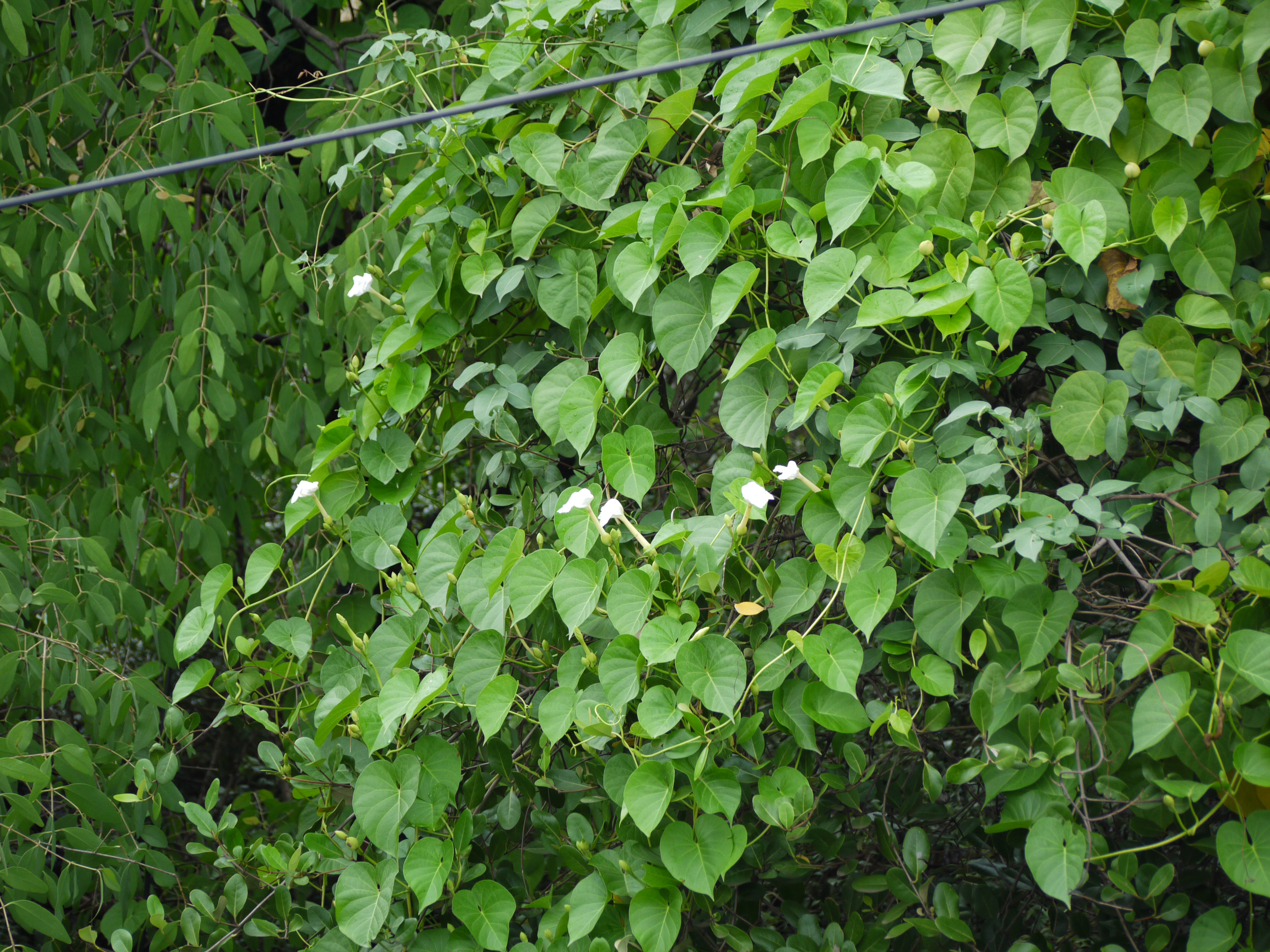
Port de la plante.
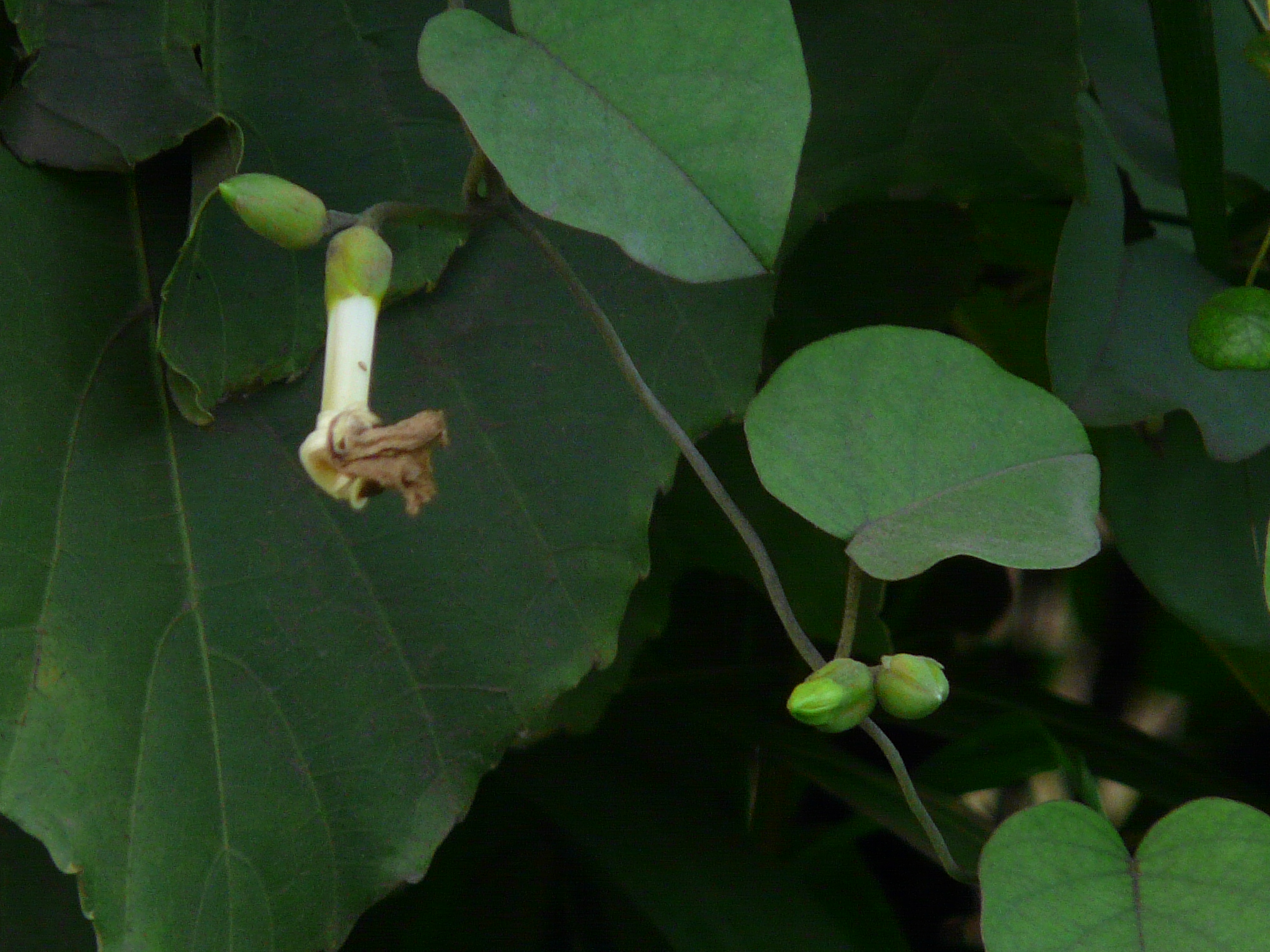
Feuilles.
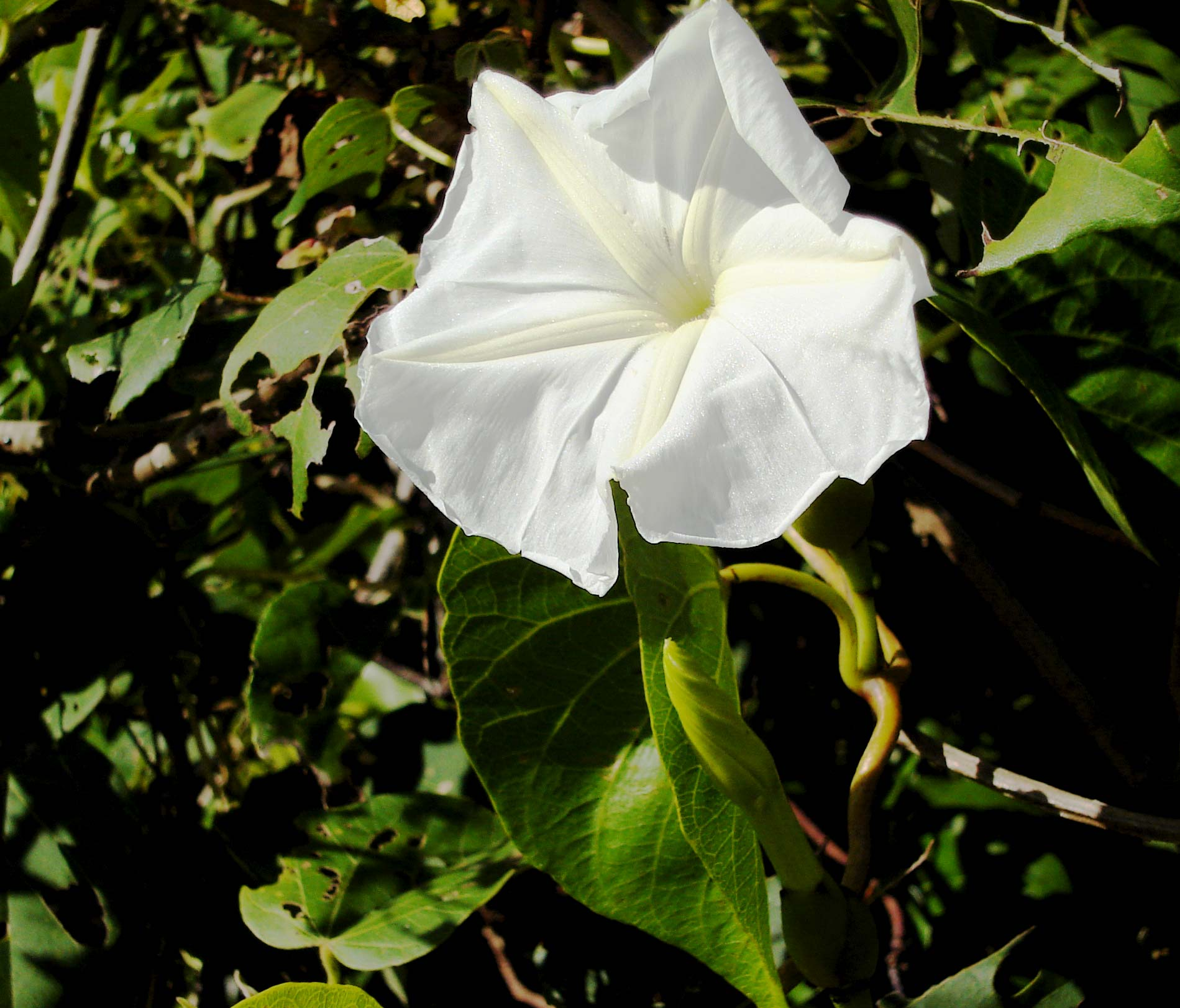
Fleur épanouie.
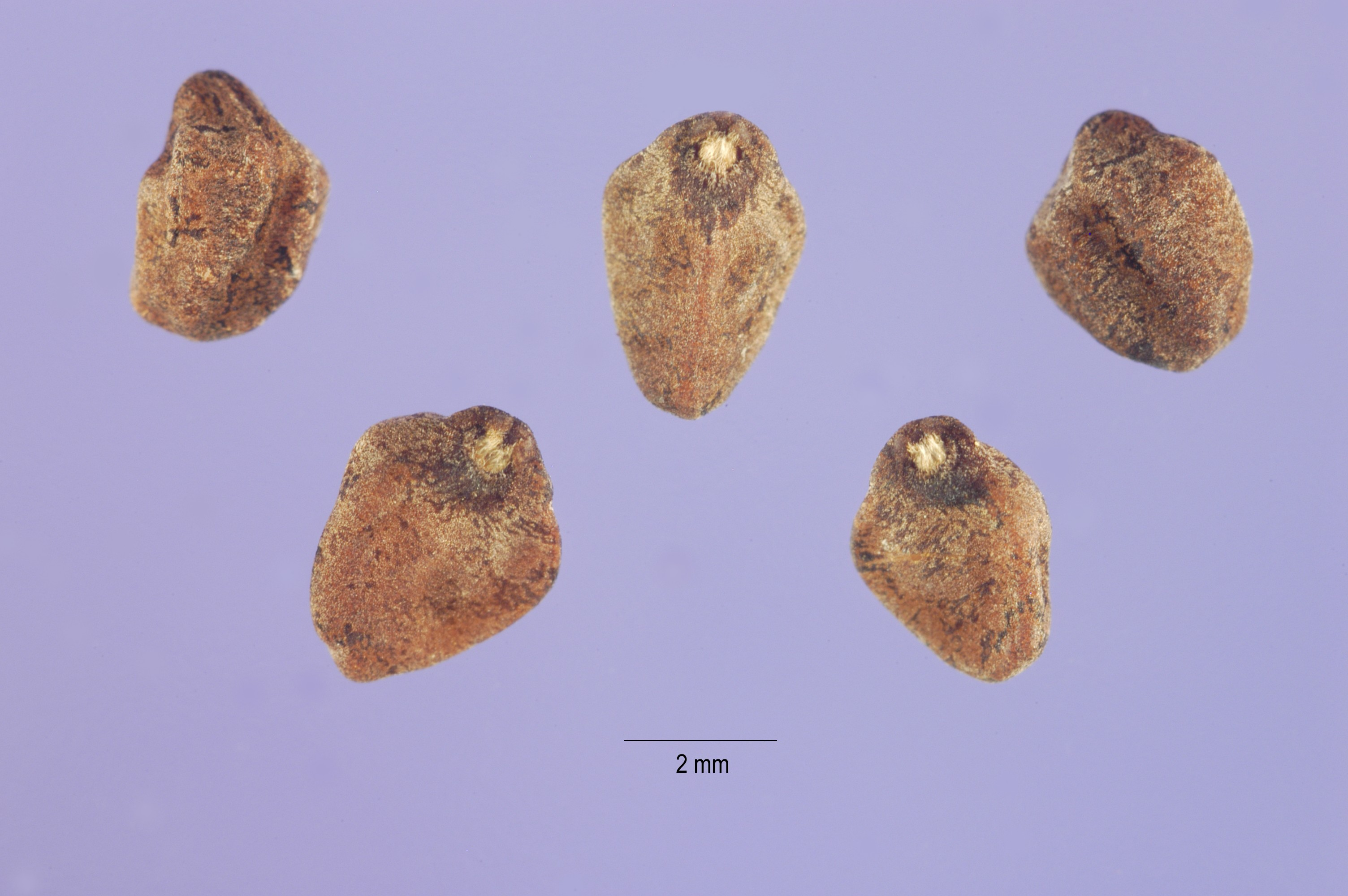
Graines.

### Cytologie
Ipomoea violacea est une espèce diploïde à 30 chromosomes (2n = 2x = 30).

## Distribution et habitat
L'aire de répartition originelle d’Ipomoea violacea s'étend dans les régions tropicales et subtropicales, en particulier , au Japon, en Chine (provinces de Guangdong et Hainan), à Taïwan, en Asie du Sud-Est (îles de la mer de Chine méridionales, Indonésie, Malaisie, Philippines, Thaïlande), au Sri Lanka, en Afrique, dans le nord de l'Australie et  en Nouvelle-Guinée,  en Amérique du Nord et du Sud, ainsi que dans les îles du Pacifique.
Cette plante se rencontre principalement dans les fourrés du littoral et des rives des cours d'eau et des lagunes saumâtres, près du niveau de la mer jusqu'à 100 mètres d'altitude.

## Taxinomie
L'espèce Ipomoea violacea a été décrite en premier par Linné et publié en 1753 dans son Species plantarum 1: 161,.

### Confusion
L'espèce Ipomoea violacea L. ne doit pas être confondue avec Ipomoea violacea auct. qui désigne une autre espèce, Ipomoea tricolor Cav.
Les deux espèces sont proches, mais sont classées dans deux sous-genres  distincts : Ipomoea Subgen. Eriospermum Sect. Erpipomoea pour la première et Ipomoea Subgen. Quamoclit Sect. Tricolor pour la seconde.

### Synonymes
Selon The Plant List (18 décembre 2019) :
- Calonyction grandiflorum (Jacq.) Choisy
- Calonyction jacquinii G. Don
- Calonyction tuba (Schlecht.) Colla [9]
- Calonyction tuba (Schltdl.) Colla
- Convolvulus grandiflorus Jacq.
- Convolvulus tuba Schltdl.
- Ipomoea glaberrima Bojer ex Hook.
- Ipomoea macrantha Roem. & Schult.
- Ipomoea tuba (Schltdl.) G. Don

## Présence de LSA
Il est très difficile de dire s'il y a ou non présence de LSA (acide d-lysergique amide) dans Ipomoea violacea telle que décrite dans le taxon pourvu sur cette page. Les travaux de l'université d'État de l'Ohio démontrant la présence de LSA dans Ipomoea violacea confondent Ipomoea violacea et Ipomoea tricolor. Cette erreur apparaît d'autant plus clairement si l'on cite un cultivar indiqué dans lesdits travaux : "Ipomoea violacea L. var.
Pearly Gates".
Le cultivar 'Pearly Gates' appartient en effet à Ipomoea tricolor et non à Ipomoea violacea.
D'autres travaux parus dans la revue scientifique Phytochemistry et cités par la société brésilienne de pharmacologie, Sociedade Brasileira de Farmacognosia, indiquent la présence d'ergine dans Ipomoea violacea. Afin d'être sûr que les travaux dirigés par Naoki Asano concernent bien Ipomoea violacea du sous-genre Eriospermum et de la section Erpipomoea, il faudrait avoir accès à l'étude complète. Une communication interne adressée au directeur de cette étude en vue de clarifier cette situation a été entamée sans que nous n'en connaissions encore la conclusion.
À noter que Albert Hofmann et Richard Evans Schultes, dans leur livre Plantes des Dieux, font aussi la confusion en confondant Ipomoea violacea avec Ipomoea tricolor. Cette confusion est d'autant plus importante que la description des corolles faite dans ce livre désigne Ipomoea purpurea.